# Le Rayon magique
Le Rayon magique  ou De Sprietatoom en néerlandais est le troisième album de bande dessinée de la série Bob et Bobette. Il porte le numéro 107 de la série actuelle.
Il a été écrit et dessiné par Willy Vandersteen. Il a été publié dans De Nieuwe Standaard du 15 mai 1946 au 27 septembre 1946.  

## Personnages principaux
- Bobette
- Bob

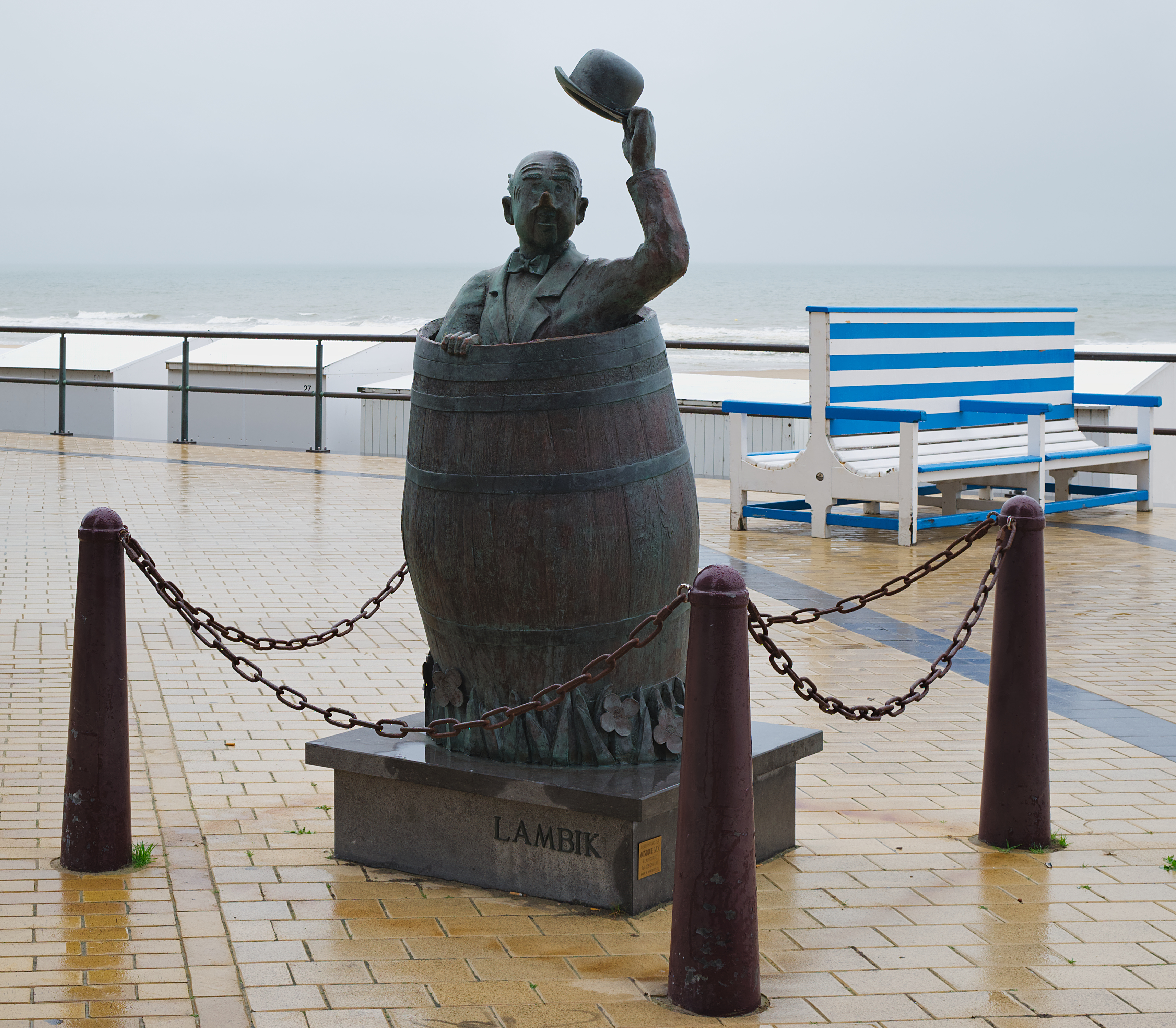
Lambique dans un tonneau, statue à Middelkerke.

- Lambique (première apparition). Il est présenté ici comme plombier-détective et a déjà son air de simple d'esprit qui le caractérisera durant toute la série.
- Tante Sidonie
- Le Professeur Barabas
- Savantas (première apparition). Il reviendra dans quelques autres histoires telles que Amphoris d'Amphoria ou Le Conteur disparu.

## Personnages secondaires
- Le fermier César et sa femme

## Lieux
- Le Château des Comtes de Flandre à Gand, où Savantas se réfugie et rétrécit tous ceux passant devant l'édifice. Dans l'histoire, la ville n'est pas Gand mais porte le nom fictif Châtelneuf. Dans la version originale, c'est pourtant bien Gand qui est évoqué.
- Pan-sur-Selle, gouffre de Vaubelle. où Savantas a le projet de retenir toute la population rétrécie prisonnière dans une mini-ville[2]. C'est une référence aux grottes de Han-sur-Lesse et au gouffre de Belvaux.Dans la version originale, en néerlandais, les noms réels ont été gardés.
- La région de Dinant ;
- Tourville, ville fictive. Dans la version originale, il s'agit de la ville d'Anvers.
- Volendam (Pays-Bas) ;
- L'abbaye de la bonne bénédictine (dans la version originale, il s'agit de l'Abbaye de Villers-la-Ville
- Bruxelles (Manneken-Pis).
- Campagne de Moll (non évoqué dans la version française)

## Inventions
- Vitaminette : une voiture fonctionnant grâce à de la nourriture. Elle reviendra dans quelques albums.
- Les fusées qui permettent de transporter des objets à longue distance
- Le rayon d'atomes de tourbe, qui rétrécissent les choses et personnes.
- Le canon rayon-stop : fige les objets ou personne durant 10 minutes.

## L'histoire
Après leur aventure sur Amphoria, Bob et Bobette partent camper dans la campagne, avec leur sac à dos. Le mauvais temps les contraint cependant à demander l'hébergement quelque part, à l'abris des vents violents.  ils frappent à la porte d''une ferme. César, le fermier, autorisent Bob et Bobette à dormir dans la grange. Ils sont alors surpris par  un petit homme, pas plus grand qu'une sourie, qui crie constamment « Savantas » avant de s'enfuir. Bob et Bobette le suivent jusqu'au moulin voisin, où le bonhomme se fait enlever par une main devant leurs yeux avant de disparaitre. Plus loin, ils retrouvent un grand tas de tourbe. Ne parvenant pas à retrouver le bonhomme ni la main, ils décident de revenir jusqu'à la ferme. Là, ils retrouvent leurs sacs à dos devant la porte, à l'extérieur. Le fermier, peureux, ne veut plus leur ouvrir. Il ne reste donc plus que, pour Bob et Bobette, une solution : rentrer chez eux. 
Évidemment, Tante Sidonie ne croit pas à leur histoire, mais elle leur réserve une surprise : Barabas leur a offert une petite voiture vivante, Vitaminette, qui ne fonctionne qu'avec de la nourriture. Ceci est un cadeau du professeur en remerciement de leur dévouement sur Amphoria. Bob  et Bobette se rendent avec Vitaminette chez le professeur. Une surprise les attends : Barabas a mit des pièges à loups sur sa propriété pour empécher les indésirables de s'aventurer. Seulement, le professeur est pris dans un de ses propres pièges et c'est donc Bob et Bobette qui l'en sortent.  . Après avoir été libéré, le professeur s'explique sur ces précautions :  il a fait une invention dont les conséquences, si elle devait tomber entre de mauvaises mains, seraient dramatiques. . Il a réussi à séparer les atômes de tourbes et de les regrouper à nouveau par la suite. Les rayons de ces atomes peuvent réduire les personnes, les animaux et les objets jusqu’à cent fois, selon la durée du rayonnement. Cependant, la formule secrète a été volée par Savantas, l’ex-assistant du professeur. Bob et Bobette promettent alors au professeur qu'ils les aideront à récupérer la formule. 
Bob et Bobette décident de retourner au moulin avec Vitaminette. Sur le chemin, ils rencontrent un homme étrange caché dans un arbre, il s'agit de leur première rencontre avec Lambique. Celui-ci se justifie par le fait qu'il attend le tram, sur ce quoi Bob et Bobette le prennent pour un fou. En rentrant dans le moulin, ils sont accueillis par Savantas,qui parvient à les attacher à la roue du moulin à grain. Savantas dévoile qu’il a gravé la formule à l’intérieur de son étui à cigarettes. Il veut rétrécir l’ensemble de la Belgique et devenir alors le plus grand des hommes. Savantas met le feu au moulin et s’enfuit. Le feu brûle les cordes avec lesquelles les deux héros ont été attachés, ce qui leur permet d'échapper à une mort atroce. Ils se mettent alors à la poursuite de Savantas avec Vitaminette, sans succès. Ils recroisent alors le chemin de Lambique, cette fois-ci caché dans un tonneau. Il se présente comme plombier détective et qu'il a été engagé par le professeur Barabas pour retrouver Savantas, mais qu'il était distrait et ne l'a donc pas vu s'échapper.
Les trois compagnons retournent alors chez le professeur, où ils installent leur quartier général où ils pourront s'équiper. Ils parcourront ensuite le pays afin de retrouver Savantas. Ils passeront successivement par Tourville (ville fictive, Anvers dans sa version originale), Villers-la-ville (Malines dans la version originale), Bruxelles et Volendam. Vitaminette est équipé d’une installation radio avec laquelle ils restent en contact avec le professeur Barabas et Tante Sidonie. Le professeur invente une fusée avec laquelle il peut envoyer du matériel. Lambique est renvoyé chez lui après un malentendu. Bob et Bobette continuent, cette fois, la route vers Châtelneuf (Gand dans la version originale). Savantas se cache dans le château des comtes et utilise le rayon d'atômes de tourbes pour réduire tout passant. 
Lambique se retrouve par erreur encordé sur une fusée qui la ramène droit au château, où il est rétréci par Savantas et mis dans un bocal en verre. Bob et Bobette se laissent également rétrécir à distance afin de pouvoir pénétrer dans le château en toute discrétion par un trou. Le rétrécissement étant temporaire, ils attendent de retrouver leur taille humaine classique avant de libérer Lambique. 
Une nouvelle poursuite emmène nos amis aux Grottes de Pan-sur-Selle (dérivé d'Ham-sur-Lesse). Une fois sur place, le professeur Barabas leur envoie une nouvelle invention, le canon rayon-stop,qui paralyse les personnes ou animaux pendant 10 minutes. Savantas prévoit de rétrécir l’ensemble de la Belgique et d'emprisonner tout le monde dans les grottes. Bob, Bobette et Lambique parviennent à l’empêcher et Savantas s’enfuit à nouveau, cette fois-ci vers les ruines de l’abbaye de la bonne bénédictine (dérive de l'abbaye de Villers-la-Ville). Ils s’emparent du rayon d'âtomes de tourbes et rétrécissent Savantas, qui est ensuite mangé par un rouge-gorge. L’oiseau est alors capturé.
Lorsque les amis rentrent enfin à la maison, le rouge-gorge pond un œuf, qui explose le lendemain matin. L’esprit de Savantas en sort Il veut se venger, mais Bobette aspire le fantôme avec un aspirateur et le laisse s’envoler ensuite par la fenêtre. L'esprit de Savantas se fait refuser l'entrée aussi bien au Ciel qu'en Enfer. Il doit d’abord se racheter de ses mauvaises actions sur Terre. Il le fait en faisant comprendre au professeur que ses inventions ne peuvent qu’apporter le malheur des autres et la destruction du monde. Barabas se laisse convaincre et détruit tout son laboratoire, après quoi il décide de n’écrire plus que des poèmes. Savantas trouve la paix grâce à cette bonne action.

## Autour de l'album
- Lambique, qui a fait ses débuts dans cette histoire, est déjà assez stupide et distrait ici, mais pas aussi vain et arrogant qu'il le deviendra dans les nombreuses histoires suivantes.
- Il y a plusieurs références par rapport à la pénurie alimentaire et le rationnement qui s'appliquaient encore dans les premières années après la Seconde Guerre mondiale , en particulier lorsque Vitaminette a faim.
- Comme le char de fusée dans  Ricky et Bobette , l'intrigue tourne autour d'une invention dangereuse.
- Le hameau "Rauw" de la commune de Mol (dans l'album écrit Moll) était connu pour ses mines de tourbe durant la Seconde Guerre mondiale. Ce carburant bon marché est particulièrement populaire pendant la guerre, en raison de la pénurie de charbon. Ce nom n'est pas repris dans la version française.
- Les gens rétrécis sont mis dans des bouteilles, comme dans Les Diables du Texas (1959). Cette idée a été inspirée d'une scène du film d'horreur Bride of Frankenstein (1935).
- Plusieurs noms de lieux ont été changés dans la version francophone par rapport à sa version originale. En effet, Anvers devient Tourville, Malines devient Villiers-la-Ville, Gand devient Châtelneuf, Han-sur-Lesse devient Pan-sur-Selle et le gouffre de Belvaux devient le gouffre de Vaubelle. La Wallonie, évoqué dans la version néerlandaise, n'est plus évoquée ici. L'abbaye de Villers-la-Ville devient l'abbaye de la bonne bénédictine.
- Le méchant Savantas reviendra beaucoup plus tard dans Amphoris d'Amphoria (1984) et Le Conteur disparu (2002).
- Comme le char-fusée dans Ricky et Bobette , l’intrigue  porte sur la dangerosité d'une invention et la remise en question du progrès.

## Traductions
Le nom original de l'album, en néerlandais, est De Sprietatoom. L'album est également édité dans d'autres langues : 
| Langue    | Titre de la série | Titre               | Année de sortie |
| --------- | ----------------- | ------------------- | --------------- |
| Anglais   | Willy and Wanda   | The zincshrinker    | 1976            |
| Suédois   | Finn och Fiffi    | Den magiska strålen | 1978            |
| Danois    | Finn & Fiffi      | Den magiska stråle  | 1983            |
| Norvégien | Finn & Fiffi      | Den magiska strålen | 1983            |
| Finnois   | Anu & Antti       | Vaarallinen säde    | ?               |
| Chinois   | Dada & Beibei     | ?                   | 1992            |

## Éditions
- De sprietatoom, Standaart, 1948 : Édition originale en néerlandais
- Le Rayon magique, Erasme, 1961 : Édition française comme numéro 33 de la série en bichromie.
- Le Rayon magique, Erasme, 1970 : Édition française comme numéro 107 de la série actuelle en couleur.